# Putney Vale Cemetery

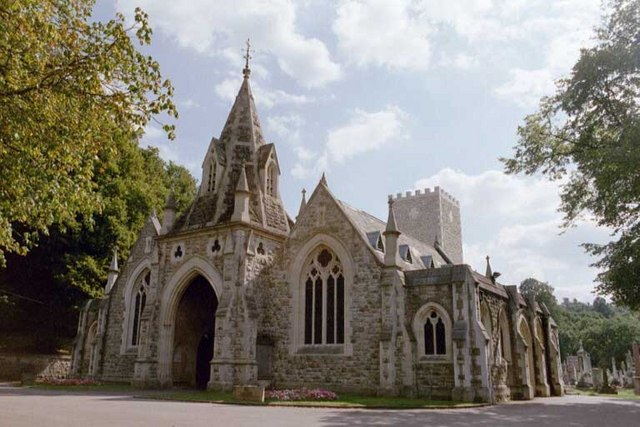
Putney Vale Crematorium

O Putney Vale Cemetery and Crematorium é um cemitério no sudoeste de Londres localizado no Putney Vale, cercado pelo Wimbledon Common e Richmond Park. Tem área de 47 acres. O cemitério foi aberto em 1891 e o crematório em 1938. O cemitério foi originalmente estabelecido em terras que pertenciam à Fazenda Newlands, que foi estabelecida no período medieval.
O cemitério tem duas capelas, uma capela tradicional da Igreja Anglicana e a outra utilizada para serviços multi-denominação ou não-religiosos. Possui um grande Jardim de Lembrança (Garden of Remembrance).
Existem no cemitério 87 sepulturas de guerra da Commonwealth da Primeira Guerra Mundial e 97 da Segunda Guerra Mundial. Seis recipientes da Cruz Vitória foram sepultados ou cremados no cemitério. Os sepultamentos são espalhados pelo terreno do cemitério e um Screen Wall Memorial foi erguido para registrar os nomes daqueles cujos túmulos não são marcados por lápides. Aqueles que foram cremados no Putney Vale Crematorium também têm seus nomes registrados nesses painéis.

## Sepultamentos e cremações notáveis
- Julie Alexander, atriz e modelo
- Dev Anand, ator de filmes indiano
- Peter Arne, ator
- Arthur Askey, comediante e ator

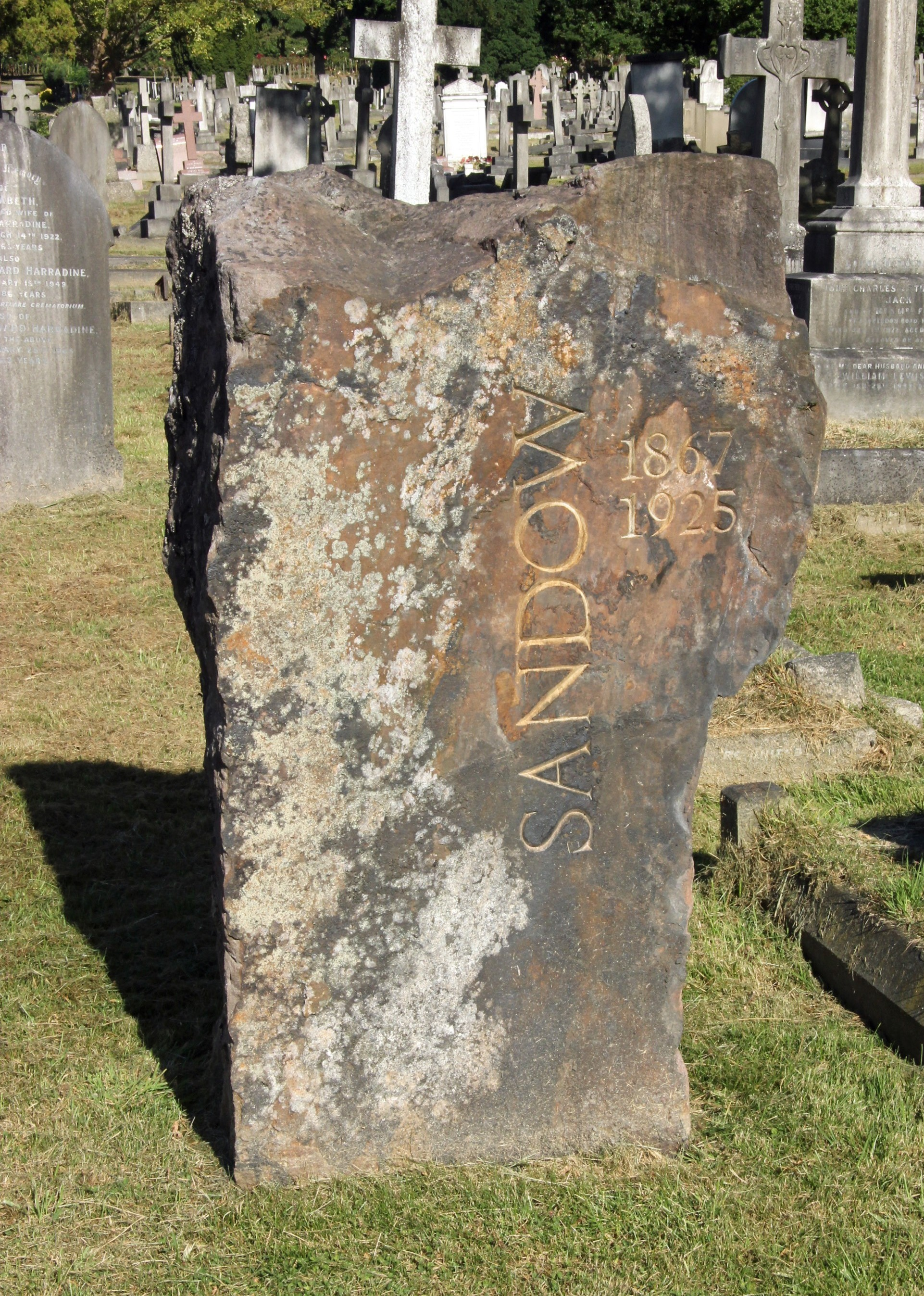
Memorial a Eugen Sandow

- Sir Stanley Baker, ator galês e produtor de filmes
- Sir Henry George Outram Bax-Ironside, diplomata britânico, embaixador em Venezuela, Chile, Suíça e Bulgária
- Robert Beatty, ator
- James Beck, ator notado por seu papel como Private Walker, o Cockney spiv na comédia Dad's Army
- Almirante Lord Charles Beresford, seguindo funeral estatal na Catedral de São Paulo (Londres)
- John Bindon, ator
- Major-General Charles Blackader, general na Primeira Guerra Mundial
- Lillian Board, medalha de prata olímpica
- Harry Cunningham Brodie, Ministro-Presidente do Reigate (1906-1910) e major em Middlesex Yeomanry
- Kate Carney, cantora da music hall e comediante
- Howard Carter, arqueólogo e egiptologista, notado como descobridor primário da tumba de Tutancâmon[5]
- Almirante Herbert Charles Campbell da Costa, oficial de bandeira da Marinha Real Britânica na Primeira Guerra Mundial
- Sandy Denny, cantor, compositor e membro da Fairport Convention
- Henry Fielding Dickens, barrister e oitavo dos 10 filhos de Charles Dickens e sua mulher Catherine Dickens.[6]
- Golchin Gilani, poeta iraniano do século XX
- Kenelm Lee Guinness, membro da Família Guinness
- Eugen Hersch, artista e pintor de retratos cujas personalidades incluem Paul von Hindenburg e Joseph Joachim.[7]
- Sir Edward Hulton, 1st Baronet, proprietário de jornal
- James Hunt, campeão mundial de Fórmula 1[8]
- Joseph Bruce Ismay, diretor da White Star Line e um passageiro do navio RMS Titanic, e sua mulher Julia Florence Ismay
- Hattie Jacques, atriz de comédia que atuou em diversos filmes Carry On[9]
- Alexander Kerensky, primeiro-ministro russo exilado, personagem de destaque na Revolução Russa de 1917, até ser suplantado por Vladimir Lenin
- Sir John Lambert CMG KCVO, soldado e diplomata
- Lady Hazel Lavery, pintor
- Sir John Lavery, pintor
- Rosa Lewis, proprietária do The Cavendish Hotel[10]
- Daniel Massey, ator
- Hilary Minster, ator britânico
- Kenneth More, ator
- Tadeusz Morgenstern-Podjazd, almirante polonês
- John Morley, 1st Viscount Morley of Blackburn OM, político, cinzas depositadas após cremação no Golders Green Crematorium
- Kenneth Nelson, ator ("The Boys in the Band")
- Jennifer Paterson, chef de TV
- Lance Percival, ator e cantor
- Jon Pertwee, ator do Doctor Who
- Roy Plomley OBE, radialista
- Nyree Dawn Porter, atriz
- Edward James Reed, construtor da Marinha Real Britânica do século XIX, magnata das ferrovias
- George Reid, primeiro-ministro da Austrália
- Alfred Joseph Richards, Primeira Guerra Mundial, recipiente da Cruz Vitória
- Ronald Ross, descobridor do mosquito transmissor da malária
- William Scoresby Routledge, etnógrafo e antropólogo britânico
- Charles Rumney Samson, pioneiro da aviação naval
- Eugen Sandow, prussiano conhecido como pai do moderno fisiculturismo
- Richard Seaman, piloto de corrida da Mercedes-Benz
- Vladek Sheybal, ator polonês
- Joan Sims, atriz de comédia
- Edwin Tate, filho de Henry Tate[11]